# Chuyện tình nàng tiên cá
Chuyện tình nàng tiên cá là một bộ phim giả tưởng của Philippines được chiếu trên GMA Network. Nó dựa trên một cuốn tiểu thuyết về người cá của tác giả Mars Ravelo. Phim được khởi chiếu ngày 28 tháng 4 năm 2008  và kết thúc ngày 17 tháng 10 năm 2008. Phim được chiếu trong 25 tuần hay 125 tập. Phim được chiếu ở nước ngoài trên GMA Pinoy TV và trở nên thu hút người xem.

## Nội dung
Mở đầu phim, người cá Lucia đã đến chỗ bà phù thủy Amafura đánh đổi trí nhớ của mình để đổi lấy đôi chân. Cô lên mặt đất và gặp Tonio. Cả hai yêu nhau, làm đám cưới và sống rất vui vẻ hạnh phúc dù mẹ Tonio phản đối. Sau đó Lucia sinh con, đứa bé có một cái đuôi cá thay vì đôi chân như con người. Cô bé được đặt tên là Dyesebel. Dyesebel tuy hơi khác so với những đứa trẻ loài người bình thường nhưng Lucia và Tonio vẫn yêu thương đứa bé vô bờ bến. Tuy nhiên sau đó, các tai họa đổ xuống khu phố, dân cư ở đây cho rằng chính Dysebel là nguyên nhân của những sự việc trên. Để tránh cho con gái mình bị làm hại, Lucia đã phải đưa đứa trẻ về với biển cả. Dù Lucia rất đau lòng nhưng không còn cách nào khác, cô phải đành phải xa lìa con gái mình.
Thời gian trôi đi, Dyesebel trưởng thành và trở thành một nàng người cá xinh đẹp. Do sự hiếu kỳ và thích mạo hiểm đó đây mà Dyesebel thường xuyên lên trên mặt nước. Cô đã gặp được Fredo và đem lòng yêu anh. Một lần nọ Fredo gặp nạn, chính Dyesebel đã cứu anh. Hai người bắt đầu lưu luyến nhau, nhưng Dyesebel phải trở về biển vì cô không có chân. Muốn được bên cạnh Fredo, Dyesebel đã tìm đến phù thủy Amafura, chấp nhận đánh đổi lấy nhan sắc xinh đẹp của mình để có được đôi chân.
Khi lên mặt đất, Dyesebel đã gặp được Buboy, cậu bé đã đặt cho cô cái tên mới là Isabel và chỉ cô cách sống của loài người. Vì Buboy bị mẹ kế ngược đãi nên cậu đã dẫn Dyesebel đến Manila sinh sống. Đến Manila, Buboy và Dyesebel đã được một người tốt bụng cho tá túc. Trải qua một thời gian cô đã gặp được Fredo và làm việc như người giúp việc ở nhà anh, tưởng đâu sẽ được hạnh phúc nhưng anh lại không nhận ra cô vì gương mặt của Dyesebel đã thay đổi. Sau đó cô lại biết được rằng Fredo đã đính hôn với một cô gái tên là Betty. Mặc dù vậy Dyesebel vẫn tìm mọi cách ở gần Fredo để có thể kể cho anh biết mọi chuyện về mình. Cùng lúc đó Dyesebel đã gặp được Lucia (mẹ ruột của cô), lúc này là mẹ kế của Fredo, nhưng hai người không nhận ra nhau. Lúc đầu Lucia cũng rất thương Dyesebel nhưng Betty lại gây hiểu lầm giữa hai người khiến Lucia căm ghét và ngược đãi con gái của chính mình.
Trong một lần về biển thăm mẹ nuôi của mình, Dyesebel vô tình được Sunsilk chụp ảnh và họ muốn tìm cô làm người mẫu đại diện cho họ. Chính lúc này Fredo mới biết được cô gái cứu mình ở bãi biển là có thật chứ không phải anh nằm mơ. Anh điên cuồng tìm cô khắp nơi, Dyesebel rất muốn nói cho Fredo biết thật ra Isabel chính là Dyesebel nhưng lại không dám. Sau đó thì Betty đã phát hiện ra Dyesebel là người cá, cũng chính là cô gái mà Sunsilk tìm kiếm. Đang định vạch trần Dyesebel với Fredo thì Buboy đã cứu được Dyesebel. Họ ẩu đả khiến Betty bị thương nặng và hôn mê bất tỉnh.
Dyesebel tưởng mọi chuyện đã êm xuôi và đang tìm cách về với Fredo thì công chúa Berbola đã cướp viên ngọc trai trắng của phù thủy Amafura và lên bờ với gương mặt của Dyesebel để cướp Fredo từ Dyesebel. Berbola đổi tên thành Cassandra để Dyesebel không biết được kế hoạch của mình. Khi Fredo gặp Cassandra anh đã bị choáng ngợp trước sắc đẹp của cô và cho rằng Cassandra là người đã cứu anh. Còn về phần Dyesebel, cô vô cùng ngạc nhiên khi lại có một người giống mình và còn mạo nhận là mình. Không cam tâm nên Dyesebel quyết tìm cho ra sự thật nhưng hết lần này tới lần khác cô bị Berbola hãm hại, vu oan. Fredo đã hiểu lầm và đuổi Dyesebel và Buboy ra khỏi nhà mình.
Dù vậy Dyesebel vẫn tìm đủ mọi cách để vạch mặt Berbola và giành lại Fredo. Dù con đường cô chọn đầy thử thách nhưng cô vẫn không bỏ cuộc.

## Phân vai

### Vai chính
- Marian Rivera vai Dyesebel / Isabel
- Dingdong Dantes vai Fredo Legaspi
- Michelle Madrigal vai Berbola
- Jean Garcia vai Reyna Lucia Montemayor / Doña Ava Legaspi
- Rufa Mae Quinto vai Amafura
- Ricky Davao vai Don Juan Legaspi
- Alfred Vargas vai Erebus
- Mylene Dizon vai Reyna Dyangga
- Bianca King vai Betty Salcedo
- Michelle Madrigal vai Prinsesa Berbola
- Lotlot de Leon vai Banak
- Luis Alandy vai Gildo Villarama
- Marco Alcaraz vai Usaro
- Teri Onor vai Akirang
- Paolo Ballesteros vai Bukanding
- Aljur Abrenica vai Paolo Legaspi
- Kris Bernal vai Shiela Mae Legaspi / Shiela Mae Montemayor
- Hero Angeles vai Mark
- Nanette Inventor vai Doña Guada
- Robert Villar vai Buboy
- Chanda Romero vai Doña Felicia Montemayor

## Giải thưởng
| Năm  | Người trao giải                       | Loại giải                               | Người nhận       | Kết quả   |
| ---- | ------------------------------------- | --------------------------------------- | ---------------- | --------- |
| 2009 | GMMSF Box-Office Entertainment Awards | Chương trình truyền hình nổi tiếng nhất | Dyesebel         | Đoạt giải |
| 2009 | GMMSF Box-Office Entertainment Awards | Đạo diễn truyền hình nổi tiếng nhất     | Bb. Joyce Bernal | Đoạt giải |